# Shunza
Shunza 顺子 [Ni Shun Zi] (chino: 倪顺子, Pekín, 12 de febrero de 1973) es una cantante y compositora estadounidense, de origen chino.
Es bastante conocida por su voz sedosa y por interpretar baladas dedicadas al amor. A diferencia de la mayoría de los ídolos del pop que realizan conciertos ante miles de numerosos fanes, el  concierto de Shunza son muy íntimas y más como un cóctel. Durante su carrera, ha colaborado con varios artistas de Taiwán, en la que incluyen a Elva Hsiao y Pan Wilber.

## Discografía

### Taiwán
- 順子 SHUNZA (noviembre de 1997)
- i am not a star　(septiembre de 1998)
- OPEN UP　(marzo de 1999)
- 昨日。唯一。更多　Yesterday.one.More　(9 de marzo de 2001)
- …and Music's there… (8 de mayo de 2001)
- dear SHUNZA (8 de enero de 2002)
- 我的朋友Betty Su (25 de abril de 2003)
- 滾石香港黄金十年：順子精選 (7 de junio de 2003)
- 日日夜夜…我最愛的順子 (19 de septiembre de 2003)
- Songs for Lovers (19 de enero de 2006)
- Sunrises (14 de noviembre de 2008)
- To The Top 超越 (5 de abril de 2014)

### Japón
- INSPIRATION　(enero de 1999, sencillo)
- INSPIRATION　(febrero de 1999)
- Open Up　(julio de 1999)
- 亜洲金曲精選二千　順子　(21 de junio de 2000)